# キャサリン・トレサ
キャサリン・トレサ・アレクサンダー（Catherine Tresa Alexander、1989年9月10日 - ）は、インドのモデル、女優。タミル語映画、テルグ語映画、マラヤーラム語映画、カンナダ語映画で活動している。

## 生い立ち
フランク・マリオ・アレクサンダーとトレサ・アレクサンダーの娘としてドバイで生まれた。彼女は幼少期をドバイで過ごし、ベンガルールで高等教育を受けた。在学中はピアノを学んだ他に歌、ダンス、アイススケート、ディベートの技術も身に付けている。ドバイではエミレーツ環境グループのボランティアとして活動し、14歳の時にはファッションデザイン学科の学生のためにアマチュアモデルを務めた。インドではナリー、チェンナイ・シルク、ジョスコ・ジュエラーズ、デカン・クロニクルのモデルを務め、プラサード・ビダパの手掛けるファッションショーにも参加した。

## キャリア

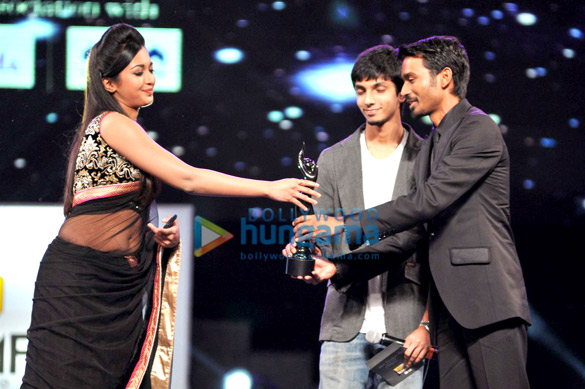
第60回フィルムフェア賞 南インド映画部門授賞式に出席するキャサリン・トレサ、アニルド・ラヴィチャンダル、ダヌシュ（2013年）

2010年にカンナダ語映画『Shankar IPS』で女優デビューし、ドゥニヤ・ヴィジャイと共演した。続けてマラヤーラム語映画『The Thriller』『Uppukandam Brothers: Back in Action』に出演し、2011年には『Vishnu』で「実生活とは正反対の役」を演じた。2012年に『Godfather』でウペンドラと共演し、知的障害の年配女性ヴァーニー役を演じた。同作での演技は高く評価され、第60回フィルムフェア賞 南インド映画部門でカンナダ語映画部門助演女優賞にノミネートされた。
2013年にニーラカンタの『Chammak Challo』でスナイナ役を演じた。同作は興行的に失敗したものの、トレサの演技は高く評価され、APHerald.comは彼女を「観るべきご馳走」、123telugu.comは「カードを上手く使えば、彼女は将来スーパースターになる可能性がある」と批評している。同年5月にはプリ・ジャガンナードの『Iddarammayilatho』でヒロインの一人アーカンクシャ役を演じた。同作での演技について、ザ・タイムズ・オブ・インディアは「キャサリン・トレサはアーカンクシャの役柄に完璧に合っている」、Idlebrain.comは「彼女は微調整すればテルグ語映画で大物になれる」と批評している。2014年にクリシュナ・ヴァムシーの『Paisa』でイスラム教徒役を演じ、同年9月には『Madras』でタミル語映画デビューしてカールティと共演した。同年11月にはダサリ・ナーラーヤナ・ラーオの『Erra Bus』に出演している。2015年にグナシェカールの『ルドラマデーヴィ 宿命の女王』に出演し、2016年には『Kanithan』でアダルヴァーと共演した。

## フィルモグラフィー
- Shankar IPS（2010年） - シルパ[22]
- The Thriller（2010年） - メーラ
- Uppukandam Brothers: Back in Action（2011年） - ヴィニラ・サティヤネシャン
- Vishnu（2011年）
- Godfather（2012年） - ヴァーニー
- Chammak Challo（2013年） - スナイナ
- Iddarammayilatho（2013年） - アーカンクシャ[23]
- Paisa（2014年） - ノーア
- Madras（2014年） - カライアラーシ[24]
- Erra Bus（2014年） - ラージ[25]
- ルドラマデーヴィ 宿命の女王（2015年） - アナンビカ[26]
- Kathakali（2016年） - メーヌ・クッティ[27]
- Kanithan（2016年） - アヌー[28]
- Sarrainodu（2016年） - ハンシタ・レッディ[29]
- Kadamban（2017年） - ラーディ[30]
- Goutham Nanda（2017年） - ムグダー[31]
- Nene Raju Nene Mantri（2017年） - デーヴィカー・ラーニー[32]
- Jaya Janaki Nayaka（2017年） - アイテム・ナンバー[33]
- Katha Nayagan (2017 film)（2017年） - カンマニ[34]
- Kalakalappu 2（2018年） - ヘマ[35]
- Vantha Rajavathaan Varuven（2019年） - プリヤ[36]
- Neeya 2（2019年） - ディヴィヤ[37]
- Aruvam（2019年） - ジョーティ[38]
- World Famous Lover（2020年） - スミタ[39]